# Agny (rivière)
Ne doit pas être confondu avec Agny.
L'Agny est une rivière française, en région Auvergne-Rhône-Alpes, dans le département de l'Isère dans l'arrondissement de La Tour-du-Pin. Ce cours d'eau est un affluent gauche de la Bourbre et donc, un sous-affluent du Rhône.

## Géographie
D'une longueur de 17,1 km, la rivière se présente, dans l'ensemble de son parcours, sous la forme d'un torrent au débit fluctuant selon les saisons. Elle prend sa source au niveau sur le territoire d'Eclose-Badinières à l'étang de la Croix, dans la région naturelle des Terres froides dans la partie septentrionale du département de l'Isère.
L'Agny coule tout d'abord en direction de l'est durant environ trois kilomètres puis tout le restant de son cours du sud vers le nord.

### Communes et cantons traversés
Le ruisseau de l'Agny s'écoule sur le territoire de huit communes du département de l'Isère, toutes situées dans l'arrondissement de La Tour-du-Pin : Eclose-Badinières qui héberge la source, Tramolé, Sainte-Anne-sur-Gervonde, Châteauvilain, Les Éparres, Succieu, Sérézin-de-la-Tour et Nivolas-Vermelle, où se situe sa confluence avec la Bourbre (dans la zone d'activité du Vernay, après être passée sous l'autoroute A43 qui relie Lyon à Chambéry).
Cette petite rivière s'écoule sur le territoire de deux cantons : le canton de Bourgoin-Jallieu, où se situe sa source et sa confluence avec la Bourbre et le canton de Tour-du-Pin.

### Organisme gestionnaire
Le syndicat mixte d'aménagement du bassin de la Bourbre, regroupant soixante-quinze communes, est la structure de gestion du bassin.

## Affluents
- En rive droite :

le ruisseau de Vernécu, d'une longueur de 6 km ,

le ruisseau de Tonnebas, d'une longueur de 5 km ,

le ruisseau des Collines, d'une longueur de 2 km ,

le ruisseau de Bartholomat, d'une longueur de 2 km ,

- En rive gauche :

le ruisseau de Valausin, d'une longueur de 2 km 

## Hydrologie

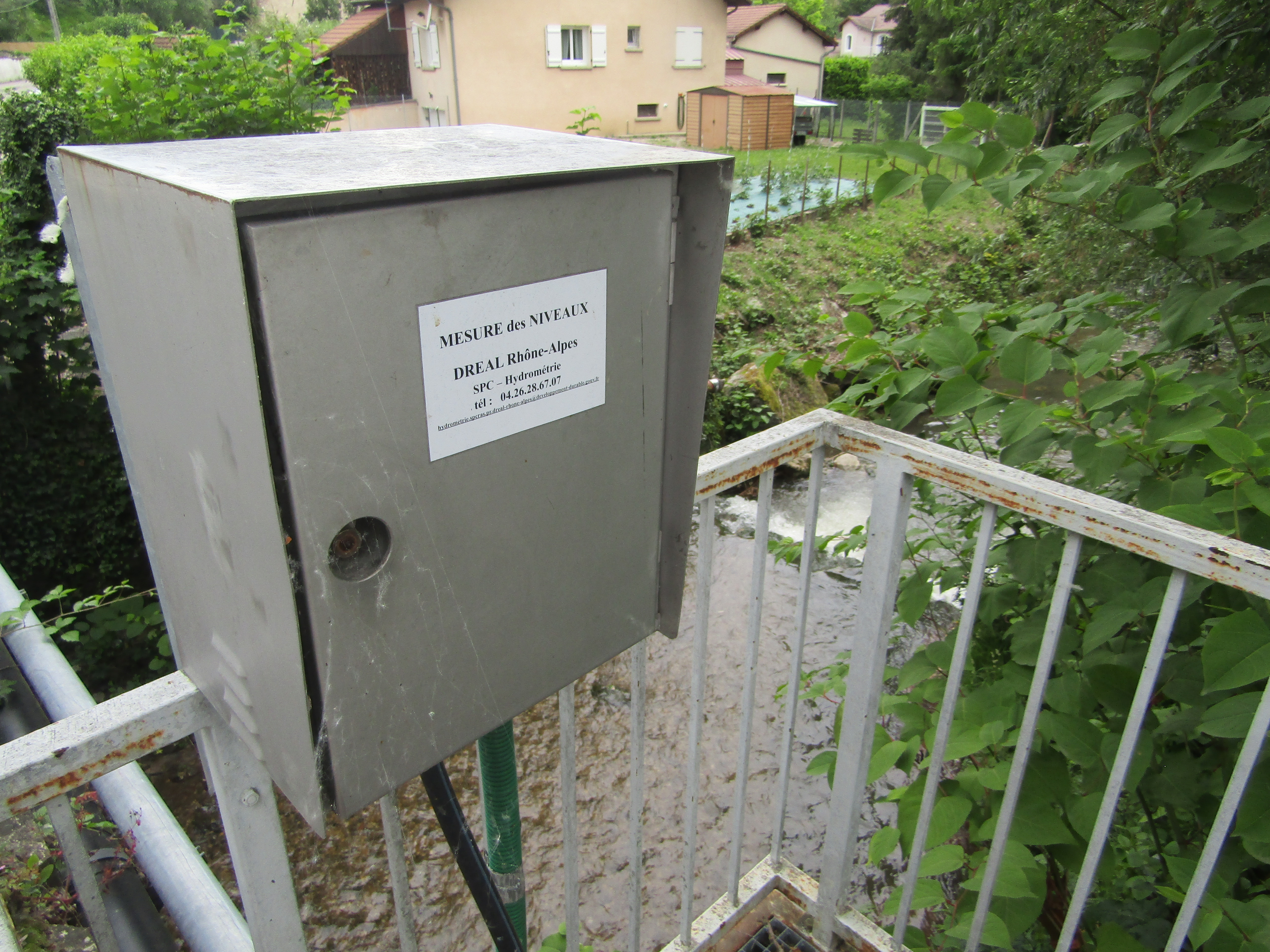
L'appareil de mesure du DREAL sur l'Agny.

Le régime hydrologique de l'Agny est dit pluvio-nival.